# 和谐5B型内燃机车

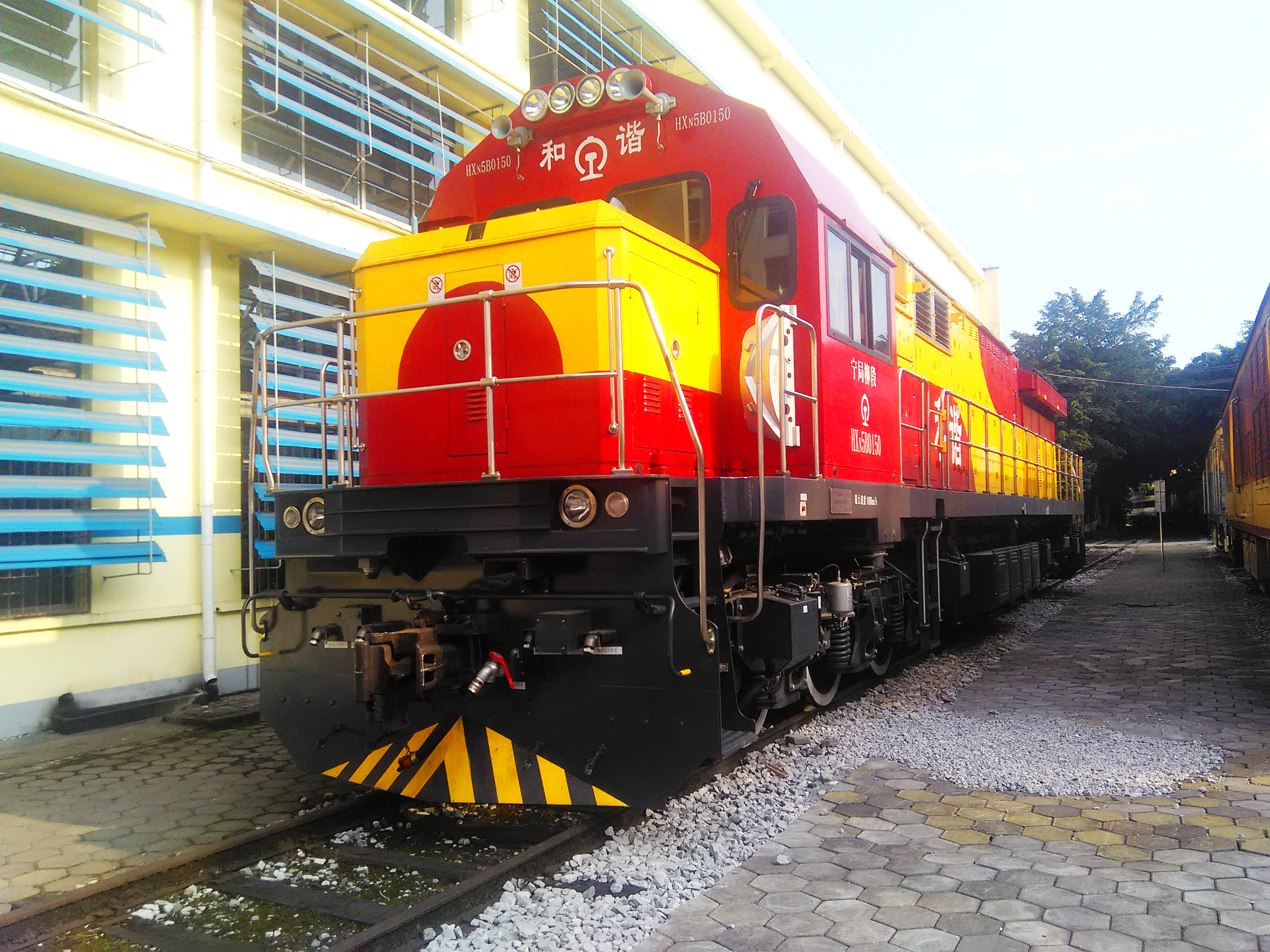
和谐5B型0150号机车

和谐5B型(HXN5B)内燃机车是中国铁路交流传动调车用内燃机车之一，由南车戚墅堰机车有限公司于2013年研制成功，2014年量产。本车采用一体化和系列化而设计和生产的和谐系列大功率调车机车，以适应中国铁路现代化，重载化的需求，适用于大、中型编组站的编组、调车及小运转作业。

## 口岸型
随着一带一路战略推进，中国北方各铁路口岸的货物吞吐量将成倍增加。然而由于与邻国之间的铁路轨距不同，且各口岸所配备的宽轨调车机车数量有限并且为东风7C型、东风7G型、东风12型等直流传动内燃机车。据此，戚墅堰机车在本型机车的基础上，于2017年12月完成了首台宽轨口岸型样车的落车，相继开展了机车例行试验工作。2018年4月，口岸型机车通过中国铁路总公司技术评审。
口岸型机车根据口岸特殊运用需求，进行了转向架适应宽轨、车体适应CA-3车钩、整车适应高寒环境的变更设计，主要用于口岸车站的宽轨调车作业，且可通过换装准轨转向架和100型车钩进行连挂回送。

## 机车命名
| 机车编号   | 名称       | 配属                 |
| ---------- | ---------- | -------------------- |
| HXN5B-0246 | 党员先锋号 | 北京局集团邯郸机务段 |